# Joel Asaph Allen

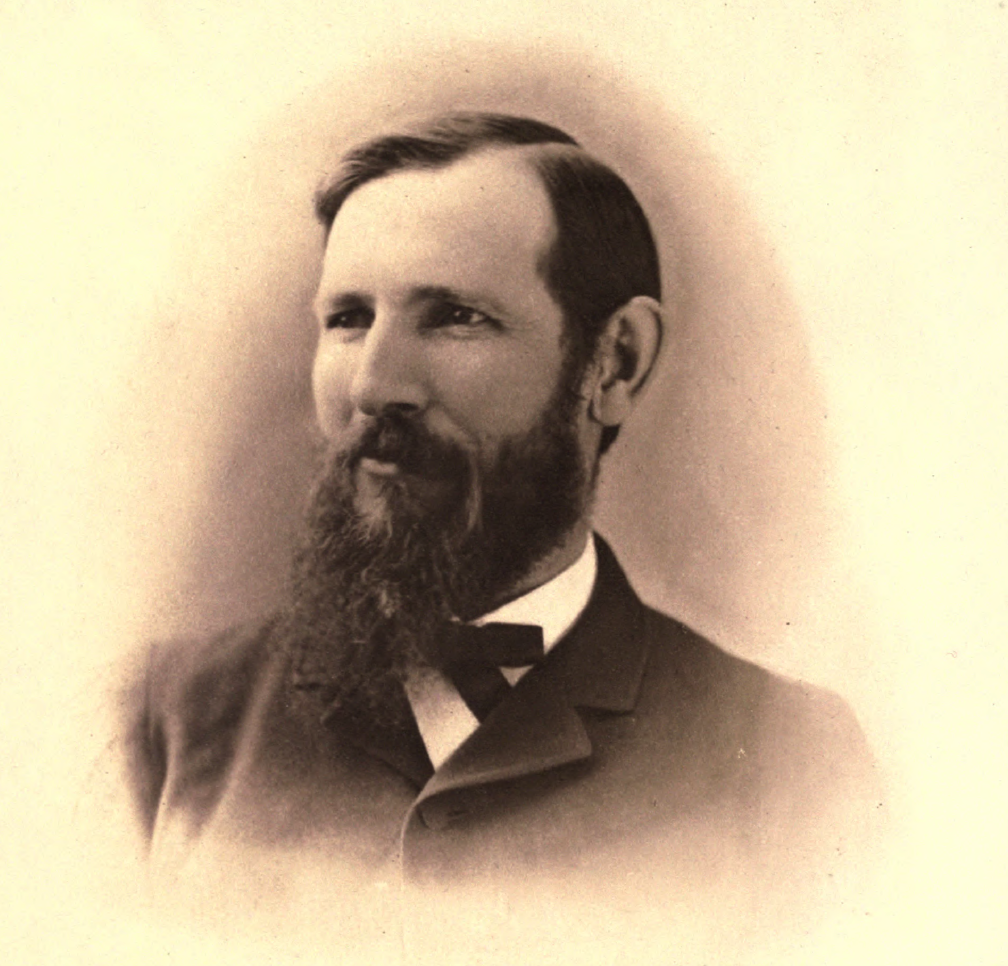
Joel Asaph Allen.

Joel Asaph Allen, född 19 juli 1838 i Springfield i Massachusetts, död 29 augusti 1921 i Cornwall i New York, var en amerikansk zoolog med specialisering på däggdjur och fåglar.
Allen studerade vid Wilbraham Academy i födelseorten och sedan vid Harvard University för Louis Agassiz. 1865 deltog Allen i Agassiz expedition till Brasilien. 1871 blev han ledamot av American Academy of Arts and Sciences och ett år senare fick han anställning vid Museum of Comparative Zoology som är ansluten till Harvard University. 1873 var Allen den ledande naturforskare vid en expedition från North Dakota till Yellowstone nationalpark. Efter 1885 var Allen ansvarig för däggdjurs- och fågelsamlingen vid American Museum of Natural History i New York.
Allen var mellan 1884 och 1911 chefredaktör för den vetenskapliga journalen The Auk. Allens lag som förklarar relationen mellan kroppsformen av varmblodiga djur och klimatet i djurets utbredningsområde föreslogs av Allen 1877.